# Rio São Nicolau
Rio São Nicolau är ett periodiskt vattendrag i Brasilien.   Det ligger i delstaten Piauí, i den östra delen av landet, 1 300 km nordost om huvudstaden Brasília.
Omgivningarna runt Rio São Nicolau är huvudsakligen savann. Runt Rio São Nicolau är det mycket glesbefolkat, med 3 invånare per kvadratkilometer.